# William M. Brown

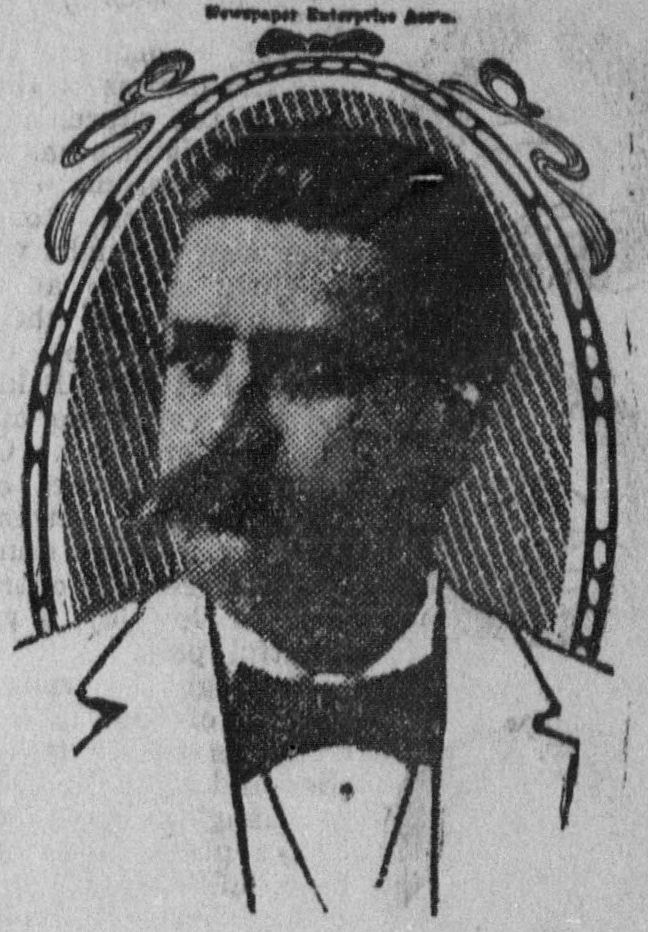
William M. Brown

William M. Brown (* 20. September 1850 in Greenville, Mercer County, Pennsylvania; † 31. Januar 1915 in New York City, New York) war ein US-amerikanischer Politiker. Zwischen 1903 und 1907 war er Vizegouverneur des Bundesstaates Pennsylvania.

## Werdegang
Nach dem frühen Tod seines Vaters zog William Brown noch im Kindesalter mit seiner Mutter nach Iowa, wo er bis zu seinem 19. Lebensjahr aufwuchs. Dann ließ er sich in Greencastle (Pennsylvania) nieder. Er setzte seine in Iowa begonnene Ausbildung fort und war für einige Firmen als Buchhalter tätig. Nach einem anschließenden Jurastudium und seiner 1876 erfolgten Zulassung als Rechtsanwalt begann er in diesem Beruf zu arbeiten. Um das Jahr 1883 war er für ein Jahr bei der Katasterbehörde in Iowa als Land Agent beschäftigt, ehe er nach Greencastle zurückkehrte. Dort wurde er neben seiner Tätigkeit als Rechtsanwalt in verschiedenen anderen Branchen aktiv. Er gründete das Handelsunternehmen Brown, Thompson & Company und war an der Gründung der Firma New Castle Paper Company sowie an der Straßenbahn (New Castle Electric Street Railway) in New Castle beteiligt. Durch seine geschäftlichen Engagements brachte er es zu einem beträchtlichen Reichtum.
Politisch war Brown Mitglied der Republikanischen Partei. Fast zehn Jahre lang saß er im Gemeinderat von New Castle. Zwischen 1897 und 1899 gehörte er dem Senat von Pennsylvania an. Im Jahr 1902 wurde er an der Seite von Samuel Pennypacker zum Vizegouverneur seines Staates gewählt. Dieses Amt bekleidete er zwischen 1903 und 1907. Dabei war er Stellvertreter des Gouverneurs und Vorsitzender des Staatssenats. Danach war Brown unter anderem Direktor bei der Lawrence Savings & Trust Company. Überdies beteiligte er sich an weiteren Unternehmen. Dazu gehörte auch die Eisenbahnbranche.
Bei den Wahlen des Jahres 1914 wurde William Brown in das Repräsentantenhaus der Vereinigten Staaten in Washington, D.C. gewählt. Dort hätte er am 4. März 1915 als Nachfolger von Henry Wilson Temple sein neues Mandat antreten sollen. Er starb aber überraschend während eines Besuchs in New York City am 31. Januar jenes Jahres. Brown war mit Margaret Foltz, der Tochter eines einflussreichen Bankpräsidenten in New Castle, verheiratet.